# Трифонова горка
Трифонова горка — памятник архитектуры, насыпной холм с остатками каменного фундамента в Екатерининском саду Царского Села, в Пушкине.
Холм был насыпан в 1774 году из земли, образовавшейся при изменении очертаний Большого пруда и трёх Нижних прудов по проекту Василия Неелова. Назван в честь садового мастера Трифона Ильина, работавшего в Царском Селе в 1740—1770-х годах.
В 1779 году склоны получившейся горы обсадили лиственными деревьями, а на вершине построили деревянный на каменном фундаменте «китайский» павильон, беседку с голубятней. Хотя остальной парк засаживался деревьями, на склонах горки также были посажены сосны; большую часть из них вырубили немецкие оккупанты в 1941—1944 годах, после войны были произведены посадки новых сосен.
Павильон не сохранился, хотя на вершине горки можно встретить плиты, бывшие цоколем беседки.
В процессе переноса списка объектов культурного наследия Санкт-Петербурга из постановления № 1327 «О дальнейшем улучшении дела охраны памятников культуры в РСФСР» (1960 год) в постановление № 527 (2001 год) остатки голубятни оказались перепутаны с остатками беседки на Розовом поле (то есть объект охраны «Гранитная (круглая) беседка» получил адрес голубятни, Трифонова горка, и 1779 год создания). Согласно распоряжению КГИОП № 129-р от 30.03.2018 «Об утверждении предмета охраны объекта культурного наследия федерального значения „Парк“» голубятня и беседка снова числятся как отдельные друг от друга объекты.